# Bogdan Romaniuk
Bogdan Piotr Romaniuk (ur. 8 stycznia 1967 w Kolbuszowej) – polski polityk, nauczyciel i samorządowiec, w latach 2013–2014 członek zarządu województwa, od 2014 do 2015 przewodniczący sejmiku podkarpackiego, od 2015 do 2018 wicemarszałek województwa.

## Życiorys
Z zawodu nauczyciel, ukończył studia teologiczne na Katolickim Uniwersytecie Lubelskim. Pracował również jako wiceprezes spółki i dyrektor Muzeum Kardynała Adama Kozłowieckiego SJ w Hucie Komorowskiej.
W latach 1999–2002 pełnił funkcję sekretarza powiatu kolbuszowskiego. Działał przez kilka lat w Lidze Polskich Rodzin; w 2002 bez powodzenia kandydował z jej listy do sejmiku, a w 2005 do Sejmu. Od 2002 do 2006 sprawował urząd starosty kolbuszowskiego II kadencji. W 2006 uzyskał mandat radnego województwa z ramienia Prawa i Sprawiedliwości. W 2007 przystąpił do Prawicy Rzeczypospolitej, obejmując w jej strukturach m.in. funkcję pełnomocnika okręgowego i wiceprzewodniczącego prezydium, w tym samym roku oraz w 2011 ponownie bezskutecznie startował do Sejmu, a w 2009 do Parlamentu Europejskiego.
W międzyczasie w 2010 ponownie został radnym sejmiku, w maju 2013 objął stanowisko członka zarządu województwa. W maju 2014 bez powodzenia startował w wyborach do Parlamentu Europejskiego z listy Prawa i Sprawiedliwości. W listopadzie tego samego roku wybrany do samorządu wojewódzkiego V kadencji, w tym samym miesiącu został przewodniczącym sejmiku podkarpackiego. W październiku 2015 został natomiast wicemarszałkiem w zarządzie województwa podkarpackiego (pełnił tę funkcję do końca kadencji w listopadzie 2018). W lutym 2016 wystąpił z Prawicy Rzeczypospolitej, a wkrótce potem wstąpił do PiS. W październiku 2018 i kwietniu 2024 utrzymywał mandat radnego sejmiku na kolejne kadencje.
Powołany w skład Rady Muzeum Polaków Ratujących Żydów podczas II wojny światowej im. Rodziny Ulmów w Markowej. Został też przewodniczącym rady programowej Fundacji im. ks. Jerzego Popiełuszko „Dobro”.

## Odznaczenia
W 2016, za zasługi w pielęgnowaniu pamięci i upowszechnianiu wiedzy o Polakach ratujących Żydów podczas II wojny światowej, został odznaczony Złotym Krzyżem Zasługi.